# Rudeboy (chanteur)
Paul Okoye, né le 18 novembre 1981, mieux connu sous le nom de Rudeboy, est un chanteur nigérian devenu célèbre dans les années 2000 en tant que membre clé du duo P-Square avec son frère jumeau identique Peter Okoye.

## Enfance et éducation
Paul étudie à l'école secondaire St. Murumba à Jos, avec son frère Peter, connu lui aussi sous le nom de Mr P. Paul rejoint une école de musique et un club de théâtre où il commence à danser et à interpréter des reprises produites par MC Hammer, Bobby Brown et Michael Jackson avec son frère Peter.

## Carrière musicale
Après la dissolution de P-Square en 2017, les deux membres du groupe ont cherché des carrières musicales distinctes. Rudeboy a sorti ses premiers morceaux solo intitulés "Fire Fire" et "Nkenji Keke" en 2017. Sa chanson "Reason With Me" a généré les vues les plus élevées sur YouTube en Afrique en 2019. Il est le fondateur de Fire Department Inc, une maison de disques qu'il a créée en 2019. Il a sorti son premier album studio Rudykillus en 2021.
Le 22 mars 2014, Okoye épouse Anita Isama, qu'il rencontre en 2004 lors de ses études à l' Université d'Abuja,. En 2013, leur fils André est né à Atlanta, en Géorgie, aux États-Unis. Le couple a également des jumeaux également nés à Atlanta, aux États-Unis,.
En août 2021, sa femme demande le divorce en raison de différends irréconciliables avec lui.